# دامیر جمهور
دامیر جمهور 
(به بوسنیایی: Damir Džumhur)‏ (تلفظ بوسنیایی [dǎ:mir dʒûmxur]) (زادهٔ ۲۰ مهٔ ۱۹۹۲) تنیس‌باز اهل بوسنی و هرزگوین است.